# Bobby Connor
Bobby Connor (né le 4 août 1960 à Kilmarnock, East Ayrshire, Écosse) est un footballeur international écossais, reconverti comme entraîneur.

## Carrière en club
La carrière de Bobby Connor s'est intégralement déroulé en Écosse, principalement à Ayr United où il débuta et qu'il rejoindra de nouveau en fin de carrière et à Aberdeen. Il jouera en tout presque 600 matchs en championnat d'Écosse.

## Carrière d'entraîneur
Après la fin de sa carrière de joueur, il entraîna son équipe de cœur, Ayr United pendant deux saisons, de 2005 à 2007.

## Carrière internationale
Durant sa carrière, il connaît quatre sélections avec l'Écosse.

### Détail des sélections
| Sélection | Date              | Lieu                                  | Compétition                  | Résultat | Adversaire      | Titulaire/Remplaçant                     | Maillot n° |
| --------- | ----------------- | ------------------------------------- | ---------------------------- | -------- | --------------- | ---------------------------------------- | ---------- |
| 1re       | 29 avril 1986     | Philips Stadion, Eindhoven, Pays-Bas  | Match amical                 | N 0-0    | Pays-Bas        | Titulaire                                | 10         |
| 2e        | 17 février 1988   | Malaz Stadium, Riyad, Arabie saoudite | Match amical                 | N 2-2    | Arabie saoudite | Remplace Frank McAvennie (81e)           | 16         |
| 3e        | 27 mai 1989       | Hampden Park, Glasgow, Écosse         | Coupe Stanley-Rous           | D 0-2    | Angleterre      | Titulaire remplacé par Peter Grant (59e) | 10         |
| 4e        | 12 septembre 1990 | Hampden Park, Glasgow, Écosse         | Éliminatoires de l'Euro 1992 | V 2-1    | Roumanie        | Titulaire remplacé par Tom Boyd (59e)    | 11         |

## Palmarès
- avec Ayr United :
  - Champion de division 3 écossaise : 1 (1996-1997)
- avec Aberdeen :
  - Coupe d'Écosse : 1 (1990)
  - Coupe de la Ligue écossaise : 1 (1990)